# Pseudosphenoptera cocho
Pseudosphenoptera cocho là một loài bướm đêm thuộc phân họ Arctiinae, họ Erebidae.